# Светухин, Алексей Михайлович
Алексей Михайлович Светухин (1939—2008) — советский и российский учёный-медик, хирург, доктор медицинских наук, профессор; член-корреспондент РАМН (2002), академик РАЕН (2004).
Автор более 320 научных работ, включая 6 монографий, также соавтор 3 авторских свидетельств СССР на изобретения и консультант 10 научно-документальных фильмов.

## Биография
Родился 24 декабря 1939 года в Москве в театральной семье: его отец — Светухин Михаил Михайлович и мать — Олейникова Юлия Вячеславовна, работали в театре Советской армии.
После окончания в 1958 году школы, в течение пяти лет работал на фабрике, а затем поступил в 1-й Московский медицинский институт И. М. Сеченова (ныне Первый Московский государственный медицинский университет имени И. М. Сеченова). Уже будучи студентом работал медбратом на «Скорой помощи», где приобрел первые навыки работы сложных ситуациях. С 1969 года, по окончании вуза, продолжил обучение в клинической ординатуре, а затем — в аспирантуре родного института на кафедре общей хирургии, которой в то время заведовал действительный член АМН СССР, профессор В. И. Стручков.
В 1974 году защитил кандидатскую диссертацию на тему «Внутриартериальное введение лекарственных веществ в комплексном лечении больных хроническим остеомиелитом : (Клинико-экспериментальное исследование)» и в этом же году начал работать в должности младшего, затем — старшего научного сотрудника в отделении ран и раневой инфекции Института хирургии им. А. В. Вишневского АМН СССР (ныне Национальный медицинский исследовательский центр хирургии имени А. В. Вишневского). В 1989 году защитил докторскую диссертацию на тему «Клиника, диагностика и лечение хирургического сепсиса» и в 1990 году был избран заведующим отделением ран и раневой инфекции Института хирургии им. А. В. Вишневского, проработав на этом посту до конца жизни. В 1993 году он стал профессором. Под его руководством были подготовлены и защищены 9 докторских и 24 кандидатские диссертации.
Наряду с научной, А. М. Светухин занимался общественной деятельностью: состоял в Международном обществе хирургов, работал в правлении Хирургического общества Москвы и Московской области, был одним из основателей и вице-президентом Российской ассоциации специалистов по хирургической инфекции, а также членом редколлегий журналов «Хирургия. Журнал им. Н. И. Пирогова», «Анналы хирургии» и «Инфекции в хирургии».
Умер 7 мая 2008 года в Москве, был похоронен на Троекуровском кладбище города (участок 7в).

## Заслуги
- Лауреат Государственной премии СССР (за разработку и внедрение новых технологий диагностики и лечения хирургических гнойно-септических заболеваний и осложнений).
- Лауреат премии Правительства РФ в области науки и техники.
- Лауреат премии «Призвание» (2005, номинация «За проведение уникальной операции, спасшей жизнь человека»).
- Награждён орденами «Знак Почета» (1981) и Почета (1999), а также медалями.